# Colon (Michigan)
Colon é uma vila localizada no estado americano de Michigan, no Condado de St. Joseph.

## Demografia
Segundo o censo americano de 2000, a sua população era de 1227 habitantes.
Em 2006, foi estimada uma população de 1179, um decréscimo de 48 (-3.9%).

## Geografia
De acordo com o United States Census Bureau tem uma área de
4,4 km², dos quais 3,6 km² cobertos por terra e 0,8 km² cobertos por água. Colon localiza-se a aproximadamente 261 m acima do nível do mar.

## Localidades na vizinhança
O diagrama seguinte representa as localidades num raio de 16 km ao redor de Colon.